# 小行星列表/386101-386200
| 名稱         | 臨時編號   | 發現日期       | 發現地點     | 發現者                         |
| ------------ | ---------- | -------------- | ------------ | ------------------------------ |
| 小行星386101 | 2007 RP30  | 2007年9月5日   | 安德森台地   | 洛厄尔天文台近地小行星搜寻计划 |
| 小行星386102 | 2007 RL39  | 2007年9月8日   | 安德魯紹夫卡 | 安德魯紹夫卡天文台             |
| 小行星386103 | 2007 RZ40  | 2007年9月9日   | 安德森台地   | 洛厄尔天文台近地小行星搜寻计划 |
| 小行星386104 | 2007 RW59  | 2007年8月16日  | 盱眙         | 紫金山天文台近地天體探測項目   |
| 小行星386105 | 2007 RF102 | 2007年9月11日  | 卡特林那     | 卡特林那巡天系统               |
| 小行星386106 | 2007 RF109 | 2007年9月11日  | 基特峰       | 太空监视                       |
| 小行星386107 | 2007 RF117 | 2007年9月11日  | 基特峰       | 太空监视                       |
| 小行星386108 | 2007 RV123 | 2007年9月12日  | 卡特林那     | 卡特林那巡天系统               |
| 小行星386109 | 2007 RO128 | 2007年9月12日  | 莱蒙山       | 萊蒙山巡天                     |
| 小行星386110 | 2007 RY130 | 2007年9月12日  | 莱蒙山       | 萊蒙山巡天                     |
| 小行星386111 | 2007 RS135 | 2007年9月13日  | 基特峰       | 太空监视                       |
| 小行星386112 | 2007 RQ139 | 2007年9月13日  | 索科罗       | 林肯近地小行星研究小组         |
| 小行星386113 | 2007 RJ148 | 2007年9月11日  | 紫金山       | 紫金山天文台近地天體探測項目   |
| 小行星386114 | 2007 RA169 | 2007年9月10日  | 基特峰       | 太空监视                       |
| 小行星386115 | 2007 RO170 | 2007年9月10日  | 基特峰       | 太空监视                       |
| 小行星386116 | 2007 RH172 | 2007年9月10日  | 基特峰       | 太空监视                       |
| 小行星386117 | 2007 RX178 | 2003年11月30日 | 基特峰       | 太空监视                       |
| 小行星386118 | 2007 RB220 | 2007年9月14日  | 莱蒙山       | 萊蒙山巡天                     |
| 小行星386119 | 2007 RU227 | 2007年9月10日  | 莱蒙山       | 萊蒙山巡天                     |
| 小行星386120 | 2007 RO238 | 2007年9月14日  | 基特峰       | 太空监视                       |
| 小行星386121 | 2007 RC262 | 2007年9月14日  | 基特峰       | 太空监视                       |
| 小行星386122 | 2007 RD285 | 2007年9月12日  | 莱蒙山       | 萊蒙山巡天                     |
| 小行星386123 | 2007 RD286 | 2007年9月2日   | 莱蒙山       | 萊蒙山巡天                     |
| 小行星386124 | 2007 RU294 | 2007年9月14日  | 莱蒙山       | 萊蒙山巡天                     |
| 小行星386125 | 2007 RV299 | 2007年9月13日  | 卡特林那     | 卡特林那巡天系统               |
| 小行星386126 | 2007 RV307 | 2007年9月9日   | 基特峰       | 太空监视                       |
| 小行星386127 | 2007 RQ322 | 2007年9月13日  | 索科罗       | 林肯近地小行星研究小组         |
| 小行星386128 | 2007 RM325 | 2007年9月15日  | 莱蒙山       | 萊蒙山巡天                     |
| 小行星386129 | 2007 SG24  | 2007年9月18日  | 莱蒙山       | 萊蒙山巡天                     |
| 小行星386130 | 2007 TO10  | 2007年9月14日  | 莱蒙山       | 萊蒙山巡天                     |
| 小行星386131 | 2007 TJ21  | 2007年9月13日  | 莱蒙山       | 萊蒙山巡天                     |
| 小行星386132 | 2007 TQ39  | 2007年10月6日  | 基特峰       | 太空监视                       |
| 小行星386133 | 2007 TF41  | 2007年10月6日  | 基特峰       | 太空监视                       |
| 小行星386134 | 2007 TL61  | 2007年10月7日  | 莱蒙山       | 萊蒙山巡天                     |
| 小行星386135 | 2007 TC81  | 2007年9月11日  | 莱蒙山       | 萊蒙山巡天                     |
| 小行星386136 | 2007 TH91  | 2007年10月8日  | 紫金山       | 紫金山天文台近地天體探測項目   |
| 小行星386137 | 2007 TV92  | 2007年10月6日  | 基特峰       | 太空监视                       |
| 小行星386138 | 2007 TU93  | 2007年10月6日  | 基特峰       | 太空监视                       |
| 小行星386139 | 2007 TV106 | 2007年10月4日  | 基特峰       | 太空监视                       |
| 小行星386140 | 2007 TC115 | 2007年10月8日  | 安德森台地   | 洛厄尔天文台近地小行星搜寻计划 |
| 小行星386141 | 2007 TV132 | 2007年10月7日  | 莱蒙山       | 萊蒙山巡天                     |
| 小行星386142 | 2007 TC158 | 2007年10月9日  | 索科罗       | 林肯近地小行星研究小组         |
| 小行星386143 | 2007 TH159 | 2007年10月9日  | 索科罗       | 林肯近地小行星研究小组         |
| 小行星386144 | 2007 TT161 | 2007年10月11日 | 索科罗       | 林肯近地小行星研究小组         |
| 小行星386145 | 2007 TU168 | 2007年10月5日  | 基特峰       | 太空监视                       |
| 小行星386146 | 2007 TM188 | 2007年10月4日  | 基特峰       | 太空监视                       |
| 小行星386147 | 2007 TM191 | 2007年10月4日  | 莱蒙山       | 萊蒙山巡天                     |
| 小行星386148 | 2007 TE196 | 2007年10月7日  | 莱蒙山       | 萊蒙山巡天                     |
| 小行星386149 | 2007 TD245 | 2007年10月8日  | 卡特林那     | 卡特林那巡天系统               |
| 小行星386150 | 2007 TF256 | 2007年10月10日 | 基特峰       | 太空监视                       |
| 小行星386151 | 2007 TD271 | 2007年10月9日  | 基特峰       | 太空监视                       |
| 小行星386152 | 2007 TP292 | 2007年10月8日  | 莱蒙山       | 萊蒙山巡天                     |
| 小行星386153 | 2007 TB302 | 2007年10月12日 | 基特峰       | 太空监视                       |
| 小行星386154 | 2007 TN316 | 2007年10月6日  | 基特峰       | 太空监视                       |
| 小行星386155 | 2007 TF320 | 2007年10月13日 | 基特峰       | 太空监视                       |
| 小行星386156 | 2007 TV326 | 2007年9月25日  | 莱蒙山       | 萊蒙山巡天                     |
| 小行星386157 | 2007 TC366 | 2007年9月13日  | 卡特林那     | 卡特林那巡天系统               |
| 小行星386158 | 2007 TH366 | 2007年10月9日  | 卡特林那     | 卡特林那巡天系统               |
| 小行星386159 | 2007 TB372 | 2007年10月13日 | 卡特林那     | 卡特林那巡天系统               |
| 小行星386160 | 2007 TL373 | 2007年10月14日 | 基特峰       | 太空监视                       |
| 小行星386161 | 2007 TU377 | 2007年10月11日 | 基特峰       | 太空监视                       |
| 小行星386162 | 2007 TM399 | 2007年10月15日 | 基特峰       | 太空监视                       |
| 小行星386163 | 2007 TR433 | 2007年10月11日 | 卡特林那     | 卡特林那巡天系统               |
| 小行星386164 | 2007 TE439 | 2007年10月12日 | 基特峰       | 太空监视                       |
| 小行星386165 | 2007 TO444 | 2007年10月9日  | 索科罗       | 林肯近地小行星研究小组         |
| 小行星386166 | 2007 TA449 | 2007年10月9日  | 基特峰       | 太空监视                       |
| 小行星386167 | 2007 UL3   | 2007年10月16日 | 安德魯紹夫卡 | 安德魯紹夫卡天文台             |
| 小行星386168 | 2007 UH24  | 2007年10月8日  | 基特峰       | 太空监视                       |
| 小行星386169 | 2007 UX48  | 2007年10月20日 | 莱蒙山       | 萊蒙山巡天                     |
| 小行星386170 | 2007 UE64  | 2005年3月12日  | 基特峰       | 太空监视                       |
| 小行星386171 | 2007 UK79  | 2007年10月10日 | 莱蒙山       | 萊蒙山巡天                     |
| 小行星386172 | 2007 UK82  | 2007年10月30日 | 基特峰       | 太空监视                       |
| 小行星386173 | 2007 UD89  | 2007年10月12日 | 基特峰       | 太空监视                       |
| 小行星386174 | 2007 UY103 | 2007年10月30日 | 基特峰       | 太空监视                       |
| 小行星386175 | 2007 UJ115 | 2007年10月31日 | 基特峰       | 太空监视                       |
| 小行星386176 | 2007 UV124 | 2007年9月15日  | 莱蒙山       | 萊蒙山巡天                     |
| 小行星386177 | 2007 UE137 | 2007年10月16日 | 基特峰       | 太空监视                       |
| 小行星386178 | 2007 UU137 | 2007年10月18日 | 基特峰       | 太空监视                       |
| 小行星386179 | 2007 VT50  | 2007年10月16日 | 莱蒙山       | 萊蒙山巡天                     |
| 小行星386180 | 2007 VQ53  | 2007年11月1日  | 基特峰       | 太空监视                       |
| 小行星386181 | 2007 VH60  | 2007年10月18日 | 基特峰       | 太空监视                       |
| 小行星386182 | 2007 VH66  | 2007年11月2日  | 基特峰       | 太空监视                       |
| 小行星386183 | 2007 VD79  | 2007年10月8日  | 基特峰       | 太空监视                       |
| 小行星386184 | 2007 VA89  | 2007年11月3日  | 索科罗       | 林肯近地小行星研究小组         |
| 小行星386185 | 2007 VH89  | 2007年11月4日  | 索科罗       | 林肯近地小行星研究小组         |
| 小行星386186 | 2007 VT96  | 2007年11月1日  | 基特峰       | 太空监视                       |
| 小行星386187 | 2007 VC107 | 2007年11月3日  | 基特峰       | 太空监视                       |
| 小行星386188 | 2007 VB120 | 2007年11月5日  | 基特峰       | 太空监视                       |
| 小行星386189 | 2007 VM135 | 2007年11月3日  | 莱蒙山       | 萊蒙山巡天                     |
| 小行星386190 | 2007 VD142 | 2007年10月20日 | 莱蒙山       | 萊蒙山巡天                     |
| 小行星386191 | 2007 VY142 | 2007年11月4日  | 基特峰       | 太空监视                       |
| 小行星386192 | 2007 VU150 | 2007年11月7日  | 基特峰       | 太空监视                       |
| 小行星386193 | 2007 VO154 | 2007年10月9日  | 基特峰       | 太空监视                       |
| 小行星386194 | 2007 VQ196 | 2007年11月7日  | 莱蒙山       | 萊蒙山巡天                     |
| 小行星386195 | 2007 VA211 | 2007年11月9日  | 基特峰       | 太空监视                       |
| 小行星386196 | 2007 VS215 | 2007年11月9日  | 基特峰       | 太空监视                       |
| 小行星386197 | 2007 VW217 | 2007年11月9日  | 基特峰       | 太空监视                       |
| 小行星386198 | 2007 VG230 | 2007年11月7日  | 基特峰       | 太空监视                       |
| 小行星386199 | 2007 VM253 | 2007年10月7日  | 卡特林那     | 卡特林那巡天系统               |
| 小行星386200 | 2007 VE263 | 2007年11月1日  | 基特峰       | 太空监视                       |

| 上一頁： 386001-386100 | 小行星列表 386101-386200 | 下一頁： 386201-386300 |